# Rainer Troppa
Rainer Troppa (* 2. August 1958 in Kolkwitz; † vor oder am 8. September 2023) war ein deutscher Fußballspieler. In der höchsten Spielklasse des DDR-Fußballs, der Oberliga, spielte er für die BSG Energie Cottbus und den BFC Dynamo. Troppa war in 17 A-Länderspielen für die DDR-Nationalmannschaft aktiv.

## Sportliche Laufbahn

### Gemeinschafts- und Clubstationen
Troppas erste Station seiner Fußballerlaufbahn war die BSG Einheit in Kolkwitz, einer kleinen Ortschaft fünf Kilometer westlich von Cottbus gelegen. Dort durchlief er ab 1965 die Kinder- und Jugendmannschaften. Mit 15 Jahren wechselte er 1973 zur BSG Energie Cottbus, deren Männermannschaft gerade in die Oberliga, die höchste DDR-Fußballklasse, aufgestiegen war. Bereits mit 17 Jahren wurde Troppa im Frühjahr 1976 in der Oberligamannschaft eingesetzt und absolvierte dort sieben Spiele.
Die Saison 1975/76 endete für die Cottbuser mit dem Abstieg in die zweitklassige DDR-Liga. Da Troppas Talent weiter auf höchstem Niveau gefördert werden sollte, wurde sein Wechsel zum damaligen Vizemeister Berliner FC Dynamo im Sommer 1976 veranlasst. Dort wurde der KfZ-Schlosserlehrling, obwohl zum Oberligakader der Männer zählend, zunächst nur in der Nachwuchsoberligamannschaft eingesetzt.
Seine ersten Oberligaspiele für den BFC bestritt er in der Saison 1977/78, in der er insgesamt neunmal auflief. Bereits ein Jahr später hatte er 21 Punktspiele für die Berliner absolviert, die in dieser Spielzeit ihre erste Meisterschaft feiern konnten und außerdem noch das Endspiel um den FDGB-Pokal erreichten. Zum Doppelerfolg reichte es nicht, da der BFC das Pokalfinale mit 0:1 gegen den 1. FC Magdeburg verlor. Troppa war auch in diesem Spiel als zentraler Mittelfeldspieler dabei. Für den BFC begann eine erfolgreiche Ära mit insgesamt zehn Meistertiteln. Troppa war bis 1986/87 an neun Meisterschaften beteiligt und stand noch weitere zwei Male im Pokalendspiel (1982, 1984), ohne jedoch den Pokal gewinnen zu können. In der Saison 1981/82 wurde er von der Fußball-Zeitschrift „fuwo“ als bester Oberligaspieler ausgezeichnet. Im Europapokal wurde Troppa 28-mal eingesetzt (ein Tor), durch das Meisterabonnement des BFC stets im Europapokal der Landesmeister.
Mit der Saison 1984/85 zeichnete sich eine Wende in Troppas Laufbahn ab. Er schied aus der Nationalmannschaft aus und war beim BFC mit nur zwölf Punktspielen erstmals seit 1979 kein Stammspieler mehr. 1985/86 kam es nur noch zu drei Oberligaspielen, und in der Saison 1986/87 kam Troppa nur noch einmal in der Oberligamannschaft zum Einsatz. Für die Spielzeit 1987/88 stand Troppa zwar noch im Oberligaaufgebot, spielte aber nur mit der 2. Mannschaft in der zweitklassigen DDR-Liga. Der BFC-Zweitvertretung gehörte er bis zu deren Auflösung am Ende der Ligasaison 1988/89 an. Seine aktive Laufbahn beendete Troppa beim Berliner Bezirksligisten BSG EAB 47 Berlin.

### Auswahleinsätze
Nach seinem Wechsel nach Ost-Berlin, nun als Clubspieler geführt, wurde das Talent von den DFV-Verantwortlichen in die DDR-U-18 berufen. In seinem ersten BFC-Jahr absolvierte er drei Länderspiele und erzielte im Treffen mit der gleichaltrigen DFB-Auswahl am 11. Dezember 1976 in Hagen den Ausgleichstreffer zum 1:1-Endstand.
Er durchlief nach der Junioren- auch die U 21-Nationalmannschaft. Mit Letzterer war er international am erfolgreichsten, denn 1980 erreichten er und seine Mitspieler die Endspiele um die Europameisterschaft, die allerdings mit 0:0 und 0:1 gegen die Sowjetunion nicht den Titel brachten. Sein erstes A-Länderspiel bestritt Troppa mit 23 Jahren am 11. November 1981 in der Begegnung DDR – Malta (5:1). Mit seinem letzten Einsatz am 8. Dezember 1984 im WM-Qualifikationsspiel Frankreich – DDR (2:0) kam er auf 17 A-Länderspiele, in denen er sowohl in der Abwehr als auch im Mittelfeld eingesetzt wurde.

## Weiterer Werdegang
Anschließend betätigte er sich als Trainer, so unter anderem 1997 beim Marzahner SV in der Berliner Kreisliga. Anfang September 2023 verstarb der frühere Nationalspieler im Alter von 65 Jahren.
Troppa starb vor oder am 8. September 2023.